# Olios scalptor
Olios scalptor là một loài nhện trong họ Sparassidae.
Loài này thuộc chi Olios. Olios scalptor được miêu tả năm 2001 bởi Peter Jäger & Ono.